# Bartłomiej Rusiecki
Bartłomiej Rusiecki (ur. 5 lutego 1884, zm. ?) – polski urzędnik konsularny.
Pełnił szereg funkcji w polskiej służbie zagranicznej, m.in. urzędnika w Poselstwie w Kopenhadze (1921-1923), konsula w Monachium (1927-1929), konsula/kier. agencji konsularnej w Kolonii (1929-1930) i konsula/kier. konsulatu w Essen (1930-1932).
Od 1935 r. był kierownikiem Gospodarczego Archiwum Morskiego Instytutu Bałtyckiego w Gdyni aż do wybuchu wojny. Zachodzą przesłanki, że poniósł śmierć w okresie II wojny światowej, bez określenia konkretnej daty i miejsca.